# Грицков'ян Ярослав
Грицковян Ярослав (24 квітня 1931) — український письменник, літературознавець.
Видавався під псевдонімом Василь Гречко.

## Життєпис
Народився 24 квітня 1931 року у селі Воля Матіяшова Ліського повіту (Польща). 1947 року внаслідок акції «Вісла» був інтернований на західні землі Польщі. Закінчив педагогічний ліцей у Вейгорові, заочно — Вищу педагогічну школу (1953—1955), учителював. У 1955—1959 роках навчався на педагогічному факультеті Ягеллонського університету (Краків). З 1959 року працював інспектором шкіл з українською мовою навчання, з 1973 року — старшим науковим співробітником Інституту вдосконалення вчителів. 1977 року захистив докторську дисертацію «Українська література в польських перекладах 1945–1965».
Д-р Я. Грицковян — член Польського українознавчого товариства, член східноєвропейської комісії ПАН (Краківський відділ)

## Творчість
З 1965 року систематично друкує літературознавчі та критичні статті, наукові розвідки про українську літературу в тижневику «Наше слово», «Українському календарі» (Варшава), в українській періодиці Словаччини, Югославії та в Україні. Автор фейлетонів, оповідань, віршів, методичних посібників, літературної читанки для V класу.
Окремі видання:
- Твори Грицков'ян Я. Шевченко і Біблія // Записки НТШ. — Нью- Йорк, 1991. — Т. 214. — С. 23-29.
- Я. Грицковян. Осередки української долі. Історія сіл: Березка та Воля Матіяшова. Дрогобич-Кошалін. Коло, 2005.